# Sabulodes solola
Sabulodes solola là một loài bướm đêm trong họ Geometridae.